# Sappington
Sappington – jednostka osadnicza w Stanach Zjednoczonych, w stanie Missouri, w hrabstwie St. Louis.